# Thorsager
Thorsager is een plaats in de Deense regio Midden-Jutland, gemeente Syddjurs, en telt 1317 inwoners (2007).